# Eurhadina yingfengica
Eurhadina yingfengica är en insektsart som beskrevs av Irena Dworakowska 2002. Eurhadina yingfengica ingår i släktet Eurhadina och familjen dvärgstritar.
Artens utbredningsområde är Taiwan. Inga underarter finns listade i Catalogue of Life.